# Инокентиј Смоктуновски
Инокентиј Михајлович Смоктуновски (рус. Иннокентий Михайлович Смоктуновский; Татјановка, 28. март 1925 — Москва, 3. август 1994) био је совјетски глумац, признат као „краљ совјетских глумаца”. Проглашен је народним уметником СССР-а 1974. и херојем социјалистичког рада 1990. године.

## Детињство
Смоктуновски је рођен у сибирском селу у сељачкој породици белоруске националности. Једном се причало да потиче из пољске породице, чак племства , али сам глумац није одобрио те теорије тврдећи да је његова породица белоруска, а не племићка.  Током Другог светског рата служио је у Црвеној армији. Године 1946. придружио се позоришту у Краснојарску, да би се касније преселио у Москву. Георги Товстоногов га је 1957. године позвао да се придружи Бољшој драмском позоришту из Лењинграда, где је задивио јавност драматичном интерпретацијом принца Мишкина у делу Фјодора Достојевског „Идиот“.

## Филмска каријера
Његову каријеру у филму покренуо је филм Михаила Рома, Девет дана у једној години (1962). Године 1964, додељена му је улога Хамлета у прослављеној верзији ове Шекспирове представе, режиране од стране Григорија Козињцева, која је освојила све похвале од стране Лоренса Оливијеа као и Лењинову награду. Многи енглески критичари чак су Хамлет Смоктуновског сврстали изнад оног који је играо Оливије по квалитету у време када је Оливијеова верзија још увек био активна. Смоктуновски је створио интегрални херојски портрет, који је спојио оно што се до тада чинило неспојивим: мушку једноставност и изузетни аристократизам, љубазност и каустични сарказам, подругљив начин размишљања и пожртвовност.
Године 1990. Смоктуновски је освојио награду Ника у категорији најбољег глумца. Преминуо је 3. августа 1994. у санаторијуму у 69. години. Мала планета 4926 Смоктуновски је добила име по њему.

## Изабрана филмографија
- 1956: Убиство у Дантеовој улици као млади фашиста
- 1957: Војници као Фарбер
- 1957: Олуја као Мурамцев
- 1958: Близо нас као Едру
- 1958: Ден први као В. А. Антонов-Овсејенко
- 1958: Ночни гост као Пал Палич
- 1960: Непослато писмо као Константин Сабинин
- 1961: До следећег пролећа као Алексеј
- 1962: Преступна година као Генади Купријанов
- 1962: Девет дана у једној години као Иља Куликов
- 1962: Моцарт и Салијери као Волфганг Амадеус Моцарт
- 1964: Хамлет као Хамлет
- 1965: Последњи месец јесени као наратор (глас)
- 1965: На истој планети као Владимир Лењин
- 1966: Пазите на ауто као Јури Деточкин
- 1966: Први посетилац као Лењин
- 1966: Мали принц као наратор (глас)
- 1969: Degree of Risk као Саша
- 1969: Живи мртваци као Иван Петрович (гениј)
- 1970: Чајковски као Петар Чајковски
- 1970: Злочин и казна као Порфири Петрович
- 1970: Ујак Вања као Иван Војницки, ујка Вања
- 1972: Укроћавање ватре као Константин Циолковски
- 1972: Ишли смо трамвајем Илф и Петров
- 1974: Испуњење жеља
- 1974: Москва-Касиопеја као И.О.О. (Извршни директор посебне службе)
- 1974: Романтика љубавника као трубач
- 1975: Огледало као Алексеј (глас)
- 1975: Teens in the Universe као И.О.О. (Извршни директор посебне службе)
- 1975: Ћерке-мајке као Вадим Антонович Васиљев
- 1975: Они су се борили за своју земљу као лекар-хирург
- 1975: Очаравајућа звезда среће као Цејдлер
- 1975: Ана и командант као Вадим Петрович драматург
- 1975: Нанишани као Френклин Делано Рузвелт
- 1975: Поверење као Николај Бобриков
- 1977: Легенда о Тајлу као Карл
- 1977: Принцеза на грашку као краљ
- 1978: Степа као Мојсеј Мојсејевич
- 1978: Непријатељи као Захар Бардин
- 1978: У четвртак и никад више као Иван Модестович
- 1979: Јесења звона
- 1979: Велвет сезона
- 1979: Баријера као Антони Манев
- 1980: Мале трагедије (ТВ мини серија) као Антонио Салијери / стари барно
- 1980: Москва не верује у сузе као он сам
- 1981: Рођенје олује
- 1982: Тврђава
- 1983: Уникум
- 1983: Буђење као генерал Гипиус
- 1983: Два испод једног сунцобрана као Тили
- 1984: Мртве душе (ТВ мини серије) као Плушкин
- 1986: Чудан случај др Џекила и г. Хајда као др. Хенри Џекил
- 1985: Русија на почетку као Јустинијан
- 1986: Последњи пут као барон Гекерн
- 1986: Приступи двадесетог века као премијер Лорд Томас Белинџер
- 1987: Тамне очи као Модест Петрович, градоначелник
- 1987: Мистериозни наследник
- 1987: Без сунца
- 1988: Први сусрет - последњи сусрет као члан контраобавештајне службе
- 1988: Поморска стража напред! (ТВ мини серија) као Анри Херкул де Флери
- 1988: На крају ноћи
- 1988: забрањено подручје
- 1988: Црни ходник
- 1989: Под плавим небом као Соболев (глас)
- 1990: Мајка као гувернер
- 1990: Замка усамљеног човека као Мерлуч, уметник
- 1990: Дина
- 1990: Дамски кројачи као Исак
- 1991: Геније као Гиља
- 1991: Откриће Јона Первопечатника као цар Иван IV Грозни
- 1991: Линија смрти
- 1991: Лов на удовицу као инквизитор
- 1992: Злато
- 1993: Желим да идем у Америку као писац
- 1993: Злато као Дон Дијего
- 1994: Зачарани као дегустатор
- 1995: Увица као истраживач
- 1996: Бели празник као професор
- 1998: Вино маслачка као пуковник Фрехли